# Сахарин
Сахари́н (имид орто-сульфобензойной кислоты, имид 2-сульфобензойной кислоты, орто-сульфобензимид) — искусственный подсластитель, практически не содержащий пищевой энергии. Он примерно в 300—400 раз слаще сахарозы, но имеет горький или металлический привкус, особенно в высоких концентрациях. Сахарин используется для подслащивания таких продуктов, как напитки, конфеты, зубные пасты, жевательные резинки, печенье и лекарства. Обычно используется в смеси с цикламатом натрия. Зарегистрирован в качестве пищевой добавки Е954.

## История

### Открытие подсластителя
Сахарин был впервые получен в 1879 году Константином Фалбергом — химиком, работающим над производными каменноугольной смолы в лаборатории Айры Ремсена и Университете Джонса Хопкинса. Однажды вечером Фалберг заметил сладкий вкус на своей руке и связал это с соединением сульфимида бензойной кислоты, над которым он работал в тот день. Фалберг и Ремсен опубликовали статьи о сульфимиде бензойной кислоты в 1879 и 1880 годах. В 1884 году, самостоятельно работая в Нью-Йорке, Фалберг подал заявку на патенты в нескольких странах, описав методы получения этого вещества, которое он назвал сахарином. Два года спустя он начал производство этого вещества на заводе в пригороде Магдебурга в Германии. Вскоре, Фалберг разбогатеет, в то время как Ремсен, полагая, что заслуживает похвалы за открытие данного вещества, произведённого в его лаборатории, разозлится на Фальберга. В одной из газет Ремсен прокомментирует этот случай: «Фалберг — негодяй. Меня тошнит, когда я слышу, как моё имя упоминается на одном дыхании с ним».

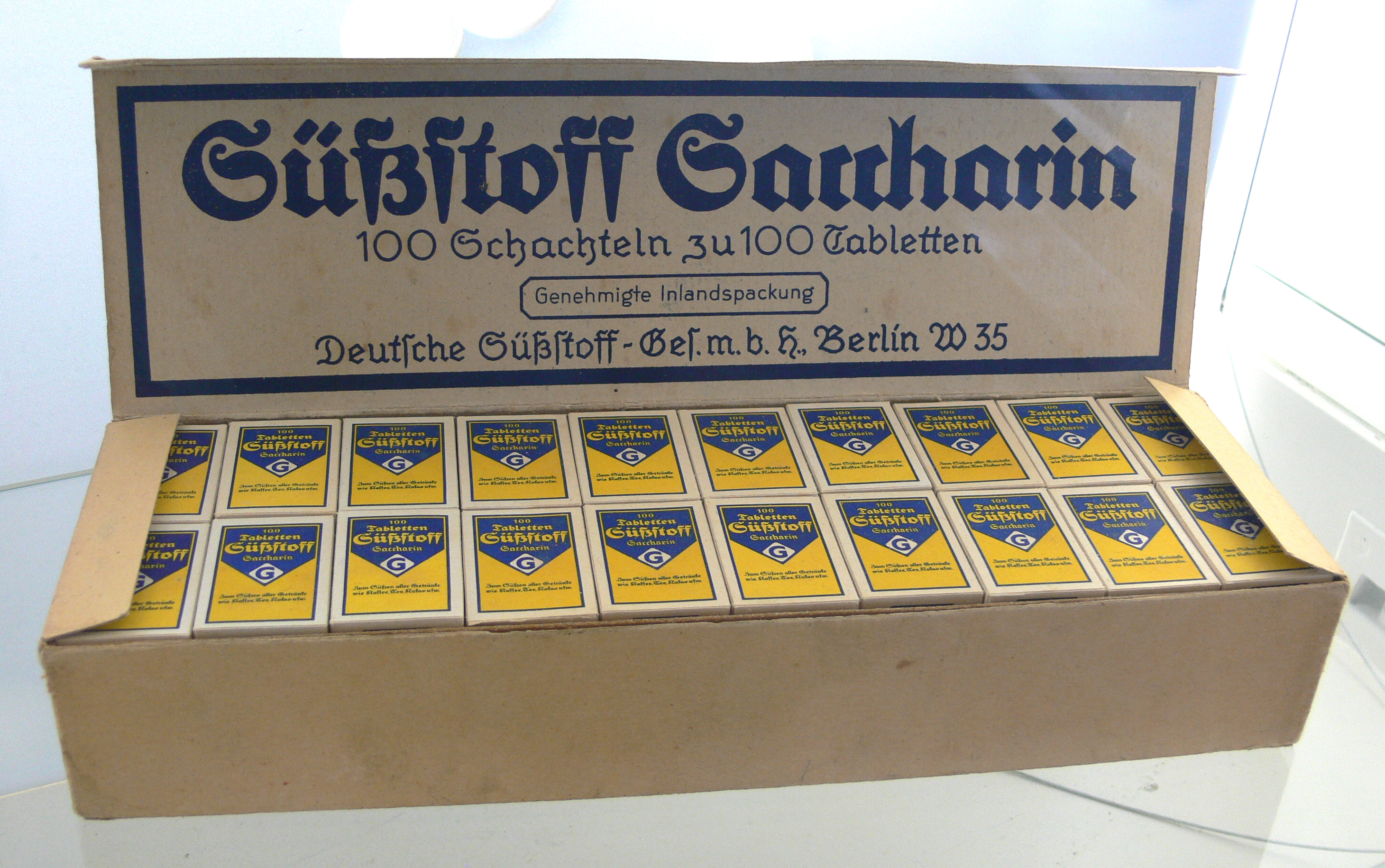
Сахарин, историческая упаковка. Музей сахара в Берлине.

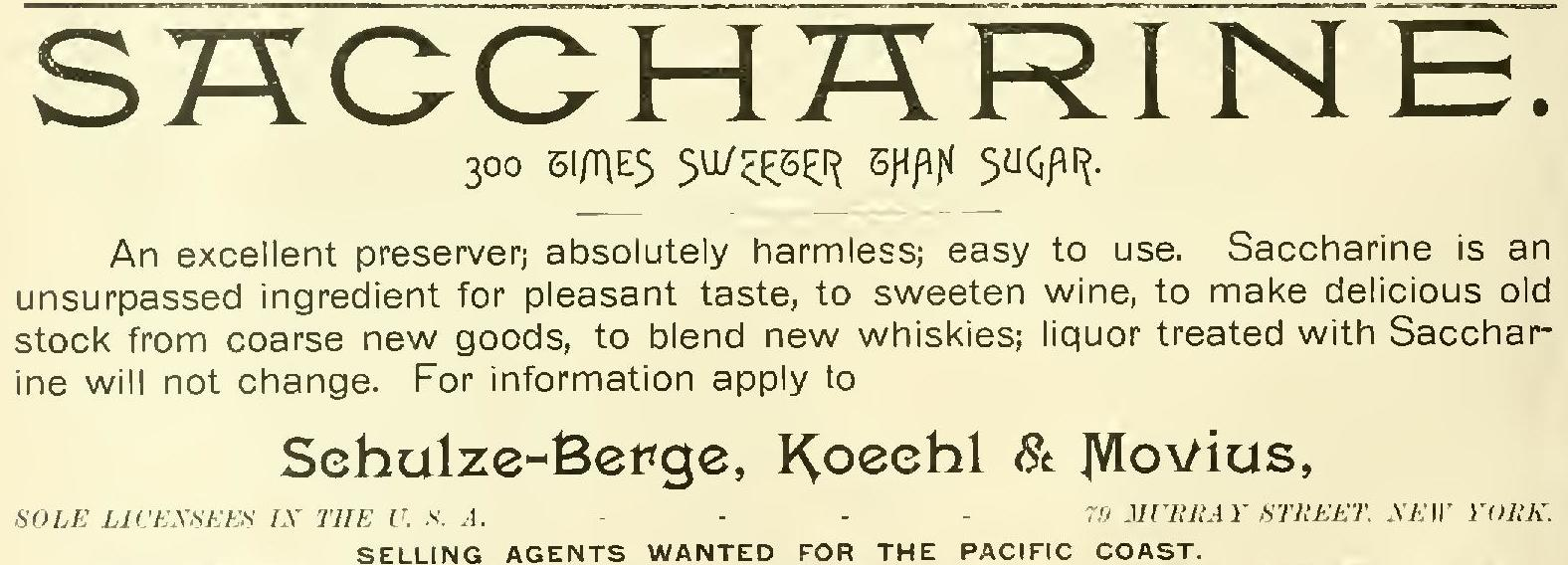
Надпись на упаковке, рассказывающая о преимуществах подсластителя. 1893 год.

Хотя сахарин был коммерциализирован вскоре после его открытия, вплоть до нехватки сахара во время Первой мировой войны, его использование не получило широкого распространения. Его популярность возросла в 1960-х и 1970-х годах среди людей, сидящих на диете, поскольку сахарин является подсластителем без калорий. В Соединённых Штатах сахарин часто можно найти в ресторанах в розовых пакетиках; самый популярный бренд сахарина в США — «Sweet’n Low».
Из-за трудностей импорта сахара из Вест-Индии, Британская сахариновая компания была основана в 1917 году для производства сахарина на своих заводах Paragon близ Аккрингтона. Производство было лицензировано и контролировалось Советом по торговле в Лондоне. Производство на этом участке продолжалось до 1926 года.

### Государственное регулирование
Начиная с 1907 года, Управление по санитарному надзору за качеством пищевых продуктов и медикаментов (FDA) начало изучать сахарин в соответствии с Законом о чистых продуктах питания и лекарствах. Харви Уайли, в то время директор химического бюро FDA, рассматривал сахарин как незаконную замену ценного ингредиента — сахара — менее ценным ингредиентом, не имеющим пищевой ценности. В столкновении, которое имело последствия для карьеры, Уайли сказал президенту Теодору Рузвельту: «Каждый, кто ел эту „сладкую кукурузу“, был обманут. Он думал, что ест сахар, в то время как на самом деле он ел продукт из каменноугольной смолы, полностью лишённый пищевой ценности и чрезвычайно вредный для здоровья». Но сам Рузвельт был потребителем сахарина и в жарком разговоре Рузвельт сердито ответил Уайли, заявив: «Любой, кто говорит, что сахарин вреден для здоровья — идиот». Этот эпизод стал крахом карьеры Уайли.
В 1911 году в 135 решении продовольственной инспекции было указано, что продукты, содержащие сахарин, являются фальсификатами. Однако в 1912 году в 142 решении продовольственной инспекции было указано, что сахарин не является вредным веществом в продуктах питания.
Ещё больше споров разгорелось в 1969 году с обнаружением файлов из расследований FDA 1948 и 1949 годов. Эти исследования, которые первоначально выступали против использования сахарина, как было показано, мало доказали, что сахарин вреден для здоровья человека.
В 1958 году Конгресс Соединённых Штатов внёс поправки в Закон о продуктах питания, лекарствах и косметике 1938 года с пунктом, предписывающим, чтобы FDA не одобряло вещества, которые «вызывают рак у человека или, согласно исследованиям, вызывают рак у животных». Исследования начала 1970-х годов связали сахарин с развитием рака мочевого пузыря у лабораторных крыс, и в 1977 году FDA предприняло попытку полностью запретить это вещество. Попытка запрета не увенчалась успехом из-за общественного противодействия, которое поощрялось рекламой отрасли, и вместо этого Законом об исследовании и маркировке сахарина 1977 года была предписана следующая пометка на продуктах питания с добавлением сахарина: «Использование этого продукта может быть опасным для вашего здоровья. Этот продукт содержит сахарин, который, как было установлено, вызывает рак у лабораторных животных».
Однако в 2000 году исследование показало, что лабораторные крысы реагируют на сахарин иначе, чем люди. В отличие от людей, грызуны имеют уникальное сочетание высокого рН, высокого содержания фосфата кальция и высокого уровня белка в моче. Один или несколько белков, более распространенных у самцов крыс, соединяются с фосфатом кальция и сахарином, образуя микрокристаллы, которые повреждают слизистую оболочку мочевого пузыря. Со временем мочевой пузырь крысы реагирует на это повреждение перепроизводством клеток для восстановления повреждения, что приводит к образованию опухоли. Поскольку это не происходит у людей, повышенного риска развития рака мочевого пузыря у людей при типичных уровнях потребления нет. В том же 2000 году Национальная токсикологическая программа Министерства здравоохранения и социальных служб США исключила сахарин из списка канцерогенов, и требование о предупреждающей этикетке для продуктов, содержащих сахарин, было отменено. В 2001 году FDA объявило сахарин безопасным для употребления. Агентство по охране окружающей среды (EPA) официально исключило сахарин и его соли из своего списка опасных компонентов и коммерческих химических продуктов и в выпуске в декабре 2010 года заявило, что сахарин больше не считается потенциальной опасностью для здоровья человека.
Подсластитель продолжает широко использоваться в Соединённых Штатах и в настоящее время является третьим по популярности искусственным подсластителем после сукралозы и аспартама.

## Химия

### Подготовка
Сахарин может быть получен различными способами. Первоначальный способ получения сахарина, полученный Ремсеном и Фалбергом, начинается с толуола; другой способ получения начинается с о-хлортолуола. Сульфирование толуола хлорсульфоновой кислотой даёт орто-и паразамещенные сульфонилхлориды. Орто-изомер отделяют и превращают в сульфонамид с помощью аммиака. Окисление метильного заместителя приводит к образованию карбоновой кислоты, которая циклизуется с образованием кислоты, свободной от сахарина:
В 1950 году в химической компании «Моми» в Толедо, штат Огайо, был разработан улучшенный синтез сахарина. В этом синтезе метилантранилат последовательно вступает в реакцию с азотистой кислотой (из нитрита натрия и соляной кислоты), диоксидом серы, хлором, а затем аммиаком с получением сахарина:

### Свойства и реакции
Свободная кислота сахарина имеет низкое значение рКа 1,6 (кислый водород, присоединённый к азоту). Сахарин может быть использован для получения исключительно дизамещённых аминов из алкилгалогенидов путём нуклеофильного замещения с последующим синтезом Габриэля.

## Физические свойства

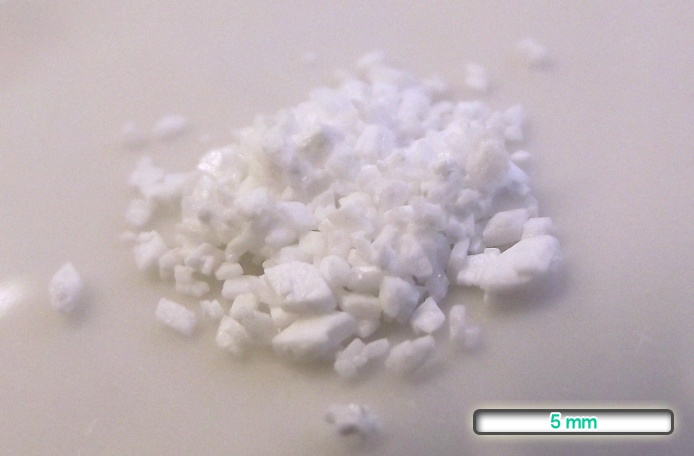
Натриевая соль сахарина представляет собой белый порошок.

Сахарин представляет собой бесцветные кристаллы сладкого вкуса, плохо растворимые в воде (1:250) и спирте (1:40). Температура плавления кристаллов составляет 228—229 °C.
Сахарин термостойкий. Он не вступает в химическую реакцию с другими пищевыми ингредиентами; является веществом длительного хранения. Смеси сахарина с другими подсластителями часто используются для компенсации недостатков каждого подсластителя. Смесь цикламата и сахарина в соотношении 10:1 распространена в странах, где оба эти подсластителя являются законными; в этой смеси каждый подсластитель маскирует привкус другого. Сахарин часто используется вместе с аспартамом в диетических газированных безалкогольных напитках.
В своей кислой форме сахарин не растворим в воде. Форма, используемая в качестве искусственного подсластителя, обычно представляет собой его натриевую соль. Кальциевая соль также иногда используется, особенно людьми, ограничивающими потребление натрия с пищей. Обе соли хорошо растворимы в воде: 0,67 г/мл в воде при комнатной температуре.

## Применение
Сахарин используют вместо сахара при заболевании диабетом, а также как суррогат сахара.
Сахарин зарегистрирован как подсластитель в качестве пищевой добавки E954. Как и другие подсластители, сахарин не обладает питательными свойствами и является типичным ксенобиотиком. В настоящее время пищевое использование сахарина сильно сокращено, хотя выпускаются подсластители на сахарине (Сукразит). Также производные имида 2-сульфобензойной кислоты используются в качестве фунгицидов, гербицидов и антибактериальных препаратов. Имид 2-сульфобензойной кислоты, а также его кальциевые и цинковые соли входят в состав композиций, использующихся для изготовления тонеров лазерных принтеров и копировальных аппаратов. Отмечается, что небольшие добавки имида 2-сульфобензойной кислоты могут оказывать влияние на протекание вулканизации резин при помощи пероксидов.
Продукт взаимодействия тетрагидрохинолина и имида 2-сульфобензойной кислоты находит применение в составе композиций на основе метакрилатов, использующихся в качестве клеев для металлов.

## Безопасность

### Канцерогенность сахарина
В 1960-х годах появлялись сообщения о том, что сахарин является канцерогеном. Исследования, проведённые в 1977 году, показали увеличение показателя заболеваемости раком мочевого пузыря среди лабораторных крыс, которым скармливали большие дозы сахарина. В том же году Управление по санитарному надзору за качеством пищевых продуктов и медикаментов (FDA) предложило запретить использование сахарина в пищевой промышленности, как это сделали Канада и СССР. Однако Конгресс США вместо запрета наложил требование, чтобы все продукты, содержащие сахарин, содержали на упаковке предупреждение о возможности заболевания раком.
Позднее эти предположения были опровергнуты — лабораторные животные действительно болели раком, но только в том случае, если им скармливали сахарин в количествах, сравнимых с их собственным весом. Также были озвучены мнения, что исследования 1977 года проводились без проработанной методики и без оглядки на физиологию человеческого организма.
В 1991 году FDA отозвала своё предложение по запрету сахарина, и в 2000 году Конгресс отменил закон об указании возможного вреда, наносимого здоровью, на упаковках. Однако, в 1999 году на прилавках супермаркетов США продолжали продаваться содержащие сахарин продукты с этикеткой, предупреждающей, что сахарин вызывает рак у подопытных грызунов.
Ныне сахарин одобрен Объединённым экспертным комитетом ФАО/ВОЗ по пищевым добавкам (JECFA), Европейским агентством по безопасности продуктов питания (EFSA), Министерством здравоохранения Канады, а также пищевыми агентствами в более чем 90 странах (в том числе и в России). JECFA установило допустимое суточное потребление (ДСП) сахарина в количестве 5 мг/ кг массы тела человека. Считается, что при соблюдении этой дозы опасности для здоровья продукт не представляет. Более того, выяснилось, что сахарин может противодействовать развитию уже появившейся опухоли.

### Аллергические реакции
Люди с аллергией на сульфаниламиды могут испытывать аллергические реакции на сахарин, так как он является производным сульфаниламида и может вступать в перекрёстную реакцию. Сахарин в зубной пасте может вызывать ощущение жжения, отёк и сыпь во рту и губах у чувствительных людей.

### Воздействие на микрофлору кишечника
Согласно исследованию, опубликованному группой учёных в журнале «Nature» осенью 2014 года, употребление подсластителей на основе сахарина может стимулировать развитие непереносимости глюкозы путем индукции композиционных и функциональных изменений кишечной микрофлоры. По результатам исследования опубликованным 12 января 2021 года в журнале «Microbiome» выявлено, что употребление сахарина само по себе недостаточно для изменения микрофлоры кишечника или вызывания непереносимости глюкозы у здоровых людей.

## Эффективность для похудения
Всемирная организация здравоохранения (ВОЗ) опубликовала новое руководство по подсластителям, не содержащим сахар (NSS), в котором рекомендуется не использовать NSS для контроля массы тела или снижения риска неинфекционных заболеваний (НИЗ).
Рекомендация основана на результатах систематического обзора имеющихся данных, который показывает, что использование NSS не даёт никаких долгосрочных преимуществ в снижении уровня жира в организме у взрослых или детей. Результаты обзора также показывают, что длительное использование NSS может иметь потенциальные нежелательные последствия, такие как повышенный риск развития диабета 2-го типа, сердечно-сосудистых заболеваний и смертности у взрослых.
«Замена свободных сахаров на некалорийные подсластители не помогает контролировать вес в долгосрочной перспективе. Людям нужно рассмотреть другие способы сокращения потребления свободных сахаров, например, употреблять продукты с натуральными сахарами, такие как фрукты, или несладкие продукты и напитки», — говорит Франческо Бранка, директор ВОЗ по вопросам питания и безопасности пищевых продуктов. «Некалорийные подсластители не являются необходимыми пищевыми компонентами и не имеют питательной ценности. Людям следует полностью отказаться от сладких продуктов, начиная с раннего возраста, чтобы улучшить своё здоровье».

## В культуре
- В романе «1984» сахариновые таблетки употребляют вместо обычного сахара члены внешней партии.
- Упоминается в тексте песни Самогонщики группы «Сектор Газа».